# Ambasadorowie Chin w Holandii
Chińska Republika Ludowa posiada w Królestwie Niderlandów swojego przedstawiciela w randze ambasadora od 1966 roku. Wcześniej od 1954 roku ChRL reprezentował Chargé d’affaires.
| L.p. | Ambasador    | Okres pełnienia funkcji          |
| ---- | ------------ | -------------------------------- |
| 1.   | Zhang Yue    | grudzień 1954 – kwiecień 1955    |
| 2.   | Xie Li       | listopad 1955 – maj 1963         |
| 3.   | Li Enqiu     | lipiec 1963 – lipiec 1966        |
| 4.   | Ge Buhai     | maj 1966 – październik 1972      |
| 5.   | Hao Deqing   | listopad 1972 – październik 1974 |
| 6.   | Chen Xinren  | styczeń 1975 – lipiec 1978       |
| 7.   | Ding Xuesong | luty 1979 – luty 1981            |
| 8.   | Guo Jie      | luty 1982 – listopad 1985        |
| 9.   | Wang Guixin  | styczeń 1986 – styczeń 1990      |
| 10.  | Wang Qingyu  | marzec 1990 – sierpień 1994      |
| 11.  | Wu Jianmin   | wrzesień 1994 – grudzień 1995    |
| 12.  | Zhu Manli    | styczeń 1996 – marzec 1998       |
| 13.  | Hua Limin    | kwiecień 1998 – styczeń 2001     |
| 14.  | Zhu Zushou   | luty 2001 – lipiec 2003          |
| 15.  | Xue Hanqin   | od września 2003                 |